# Carsten Aschmann

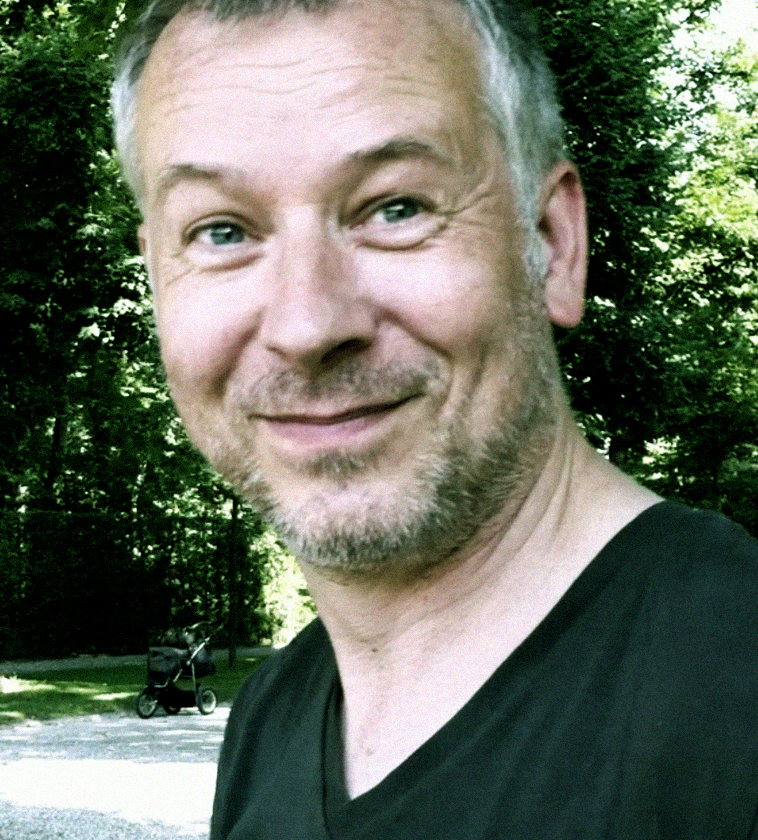
Carsten Aschmann

Carsten Aschmann (* 19. Februar 1965 in Hannover) ist ein deutscher Filmemacher, Videokünstler, Autor, Filmeditor und Filmproduzent.

## Leben
Nach dem Abitur an der IGS Roderbruch in Hannover absolvierte Carsten Aschmann ein Grundstudium der Germanistik und Philosophie an der Leibniz Universität Hannover, u. a. bei Manfred Geier, bei dem er auch als wissenschaftlicher Assistent tätig war.
Von 1986 bis 1989 war er Teil der Filmgruppe "Kreaturen", die auf Super-8 drehten. Als eine der Ersten zeigten die "Kreaturen" ihre Filme an ungewöhnlichen Orten und kombinierten ihre Premieren, wie z. B. die "Perforierten Helden", mit Performance und Live-Musik. Danach studierte Aschmann Kunst bzw. Experimentalfilm an der Hochschule für Bildende Künste Braunschweig in der Filmklasse bei Birgit Hein, Wilhelm Hein und Gerhard Büttenbender. Sein Diplomthema Das Reproduzieren von Klischees im Film unter besonderer Berücksichtigung von Archetypen wurde auch für seine filmische Arbeit relevant.
Von 1993 bis 1997 war Aschmann als Gründungsmitglied am Aufbau der Hannoverschen Filmwerkstatt Sector 16 beteiligt. Seine Themenschwerpunkte waren Workshops über Musik und Tongestaltung im Film in Zusammenarbeit mit Irmin Schmidt (Can), Peter Braatz oder Dirk Schaefer. Aschmann engagierte sich im filmkulturellen Kontext bei den Nordstadt-Filmtagen oder als aktives Mitglied beim Film- und Medienbüro Niedersachsen (bis 2021).
Seine Filme werden auf Filmfestivals im In- und Ausland gezeigt und wurden mehrfach ausgezeichnet, z. B. Deutscher Kurzfilmpreis (2004), Rom Film Festival / CinemaXXI (2012). Ketamin – Hinter dem Licht gewann 2009 den Hauptpreis der Internationalen Jury bei den Kurzfilmtagen in Oberhausen. Es gab Werkschauen seiner Filme an der Kunstakademie Düsseldorf und dem Filmfest Braunschweig. 2011 erhielt er ein Stipendium der Stiftung Kunstfonds Bonn.
Seit 2005 schreibt er Drehbücher – primär Spielfilmstoffe. Als Videokünstler nimmt er an Kunstausstellungen teil. Als Editor und Produzent arbeitete er mit der Maschinen-Performance-Gruppe BBM, mit seiner 2024 verstorbenen Lebensgefährtin, der polnischen Filmemacherin Agnieszka Jurek, Stilluppsteypa und David Lynch zusammen.
2016 und 2022 hatte Aschmann einen Lehrauftrag an der Hochschule Hannover, Abteilung Design und Medien, zum Thema „Formen und Inhalte dokumentarischer, fiktionaler und experimenteller Filmsprachen“. Von 2017 bis 2018 war er im Vorstand des Film- und Medienbüros Niedersachsen.
2018 und 2020 war Aschmann Mitglied der Jury des Programms „Emerging Artists – Contemporary Experimental Films and Video Art From Germany“. Mit der Auswahl der Filme präsentieren AG Kurzfilm und German Films seit 2013 alle zwei Jahre ein Programm mit kurzen, experimentellen Arbeiten verschiedene Videokünstlerinnen und Videokünstler.
Seit 2024 ist Aschmann Mitglied der Auswahlkommission der Internationalen Kurzfilmtage Oberhausen.

## Werk
In seinen ersten Super-8 Filmen ("Uterus in Legoland", "Heulerfreuden", "Rendezvous") spielen Körper und Sexualität, Autoerotik und das Inszenieren möglicher Beziehungen von Männern und Frauen eine große Rolle. Seit 2004 arbeitet Aschmann kontinuierlich an zwei Zyklen, dem Hula-Stream und den Videotagebüchern.
Aus dem Vorwort zu einer Werkschau von Carsten Aschmann von Prof. Gerhard Büttenbender: "Der starke Mann, die verführende Frau, die kastrierende Furie oder die heilige und unnahbare Göttin – die Klischees in Aschmanns Filmen werden nicht gebrochen, und diese Naivität durchkreuzt die Lesart, dass Stereotype einzig und allein durch Zynismus und Ironie überwunden werden können. Darauf aufbauend wird ein Blickwinkel ermöglicht, der nicht zwingend nach einer Dramatik sucht, die nur zu gerne die Unterscheidung von Gut und Böse braucht, und die entsprechende Narration. Parallel macht er Filme, die von einem eher dokumentarischen Blickwinkel herrühren. Hier arbeitet er ohne Thema und liefert sich seiner spontanen Seite aus. Daher ist es nicht überraschend, dass gerade in den Videotagebüchern die unkomplizierte Annäherung sehr befreiend wirkt. Es ist genau dann fertig, wenn es dem Betrachter die Möglichkeit zur Auseinandersetzung gibt."
Das "Cinéma Nova" in Brüssel, beschrieb sein Werk so: "Es ist eine fast unlösbare Aufgabe, die Filme von Carsten Aschmann zu klassifizieren. Fiktional, dokumentarisch oder experimentell, die Grenzen verfließen und verschwinden. Seine Filme sind teilweise essayistisch, teilweise sind sie vor allem Experimente mit Bild und Ton, dank derer wir in Realitäten jenseits des Gewohnten eintauchen. Auf die eine oder andere Weise scheinen alle Filme von Carsten Aschmann die Frage nach der Art und Weise aufzuwerfen, wie wir die Wirklichkeit wahrnehmen. Zumal die Wirklichkeit nie weit entfernt ist von der Welt der Phantasie, so brav oder seltsam verdreht sie auch sei. Die Verbindung zum Experimentalfilm, von dem er her kommt, zeigt sich vor allem auf der Ebene der Montage. Alle Filme von Carsten Aschmann sind in der Tat Ergebnisse einer beeindruckenden Arbeit des Sammelns, Auswählens und Montierens von Bildern und Tönen. Das hieraus entstehende Kino überrascht einen und ist in seiner Art sicher einzigartig."

## Filmografie
Filme
- 1988 Uterus in Legoland
- 1993 Rendezvous
- 1995 Rooms
- 1997 S
- 1998 Full Moon
- 2002 Family Composer
- 2004 Trumpet For Love, Hula-Stream I[17]
- 2005 Batterie RK – Schlagzeugen, Hula-Stream II[18]
- 2006 Kill Time, Hula-Stream III, Musik: Stilluppsteypa
- 2007 Nice Movie, Videotagebuch III[19]
- 2009 Ketamin – Hinter dem Licht, Videotagebuch IV
- 2011 Gas Avalon, Hula-Stream IV, Musik: Stilluppsteypa[20]
- 2012 Waterscope Cluster | Transitions | Lines,[21] Musik: Dieter Moebius
- 2016 Updating Death[22]
- 2019 Modus Messiaen[23]
- 2020 Rotor Absynth[24]
- 2022 Sonnenland Nr. 62[25]

Dokumentationen / Kooperationen
- 2000 72 Artefakte für BBM Expo – Produktion & Schnitt
- 2001 Balance – Medienhaus Hannover – Kamera & Schnitt
- 2001 Kick Robot – Technik ist Taktik für BBM Produktion & Schnitt
- 2003 Does That Hurt You? – David Lynchs Dumbland – Produktion & Schnitt
- 2005 Troia Talk – Crowd Control(Talk Show) für BBM Produktion & Schnitt
- 2010 Mein Vater der Wald – von Agnieszka Jurek – Produktion & Schnitt[26]
- 2012 Linden – ein Liebeslied – Medienhaus Hannover – Schnitt
- 2014 Wege zum Glück – von Agnieszka Jurek und Carsten Aschmann – Produktion, Regie & Schnitt[27]
- 2016 Eselsbrücken – von Agnieszka Jurek – Kamera & technischer Support

Musikvideos
- 1999 Der Brückenbauer – Krone der Gastlichkeit
- 2007 Wunden gibt es immer wieder – Sankt Otten
- 2011 Halleluja, German Angst – Sankt Otten
- 2018 Einmal grosse Ernüchterung bitte – Sankt Otten

DVD
- 2005 "Full Moon" DVD Ständig in Bewegung: Crossover im Experimentalfilm und der Video-Kunst aus Deutschland 1995-2004, Goethe-Institut[28]
- 2013 "Gas Avalon" DVD Emerging Artists – Experimental Films and Video Art From Germany, kuratiert von AG Kurzfilm und german films[29]

Filme über Carsten Aschmann
- Gegen den Strom – Stand Alone Player #1[30]